# Вачиани
Вачиани (груз. ვაჩიანი, з.-арм. Վաչիան) — село в Грузии, на территории Ахалкалакского муниципалитета края (мхаре) Самцхе-Джавахети.

## География
Село находится в южной части Грузии, на берегах озера Вачиани, на расстоянии приблизительно 4 километров (по прямой) к юго-западу от города Ахалкалаки, административного центра муниципалитета. Абсолютная высота — 1747 метров над уровнем моря.

## Население
По результатам официальной переписи населения 2014 года, в Вачиани проживал 1801 человек (893 мужчины и 908 женщин). В национальной структуре населения армяне составляли 98,9 %, грузины — 1,1 %.
| Год  | Население, человек |
| ---- | ------------------ |
| 2002 | 2207               |
| 2014 | ↘ 1801             |